# Jesse Kraai
Jesse Kraai (ur. 6 maja 1972 w Santa Fe) – amerykański szachista, arcymistrz od 2007 roku.

## Kariera szachowa
Jest siedmiokrotnym mistrzem stanu Nowy Meksyk (1989, 1999, 2003, 2004, 2005, 2006, 2007). Pierwsze sukcesy na arenie międzynarodowej zaczął odnosić w drugiej połowie lat 90. XX wieku. W 1998 podzielił III m. (za m.in. Leszkiem Ostrowskim) w turnieju First Saturday (edycja FS11 IM-A) w Budapeszcie, a w 1999 podzielił II m. (za Vinayem Bhatem, wspólnie z Markiem Paraguą) w memoriale Arthura Dake'a, rozegranym w San Francisco. W 2002 zwyciężył w kołowym turnieju w Los Angeles, natomiast w 2003 w memoriale Eduarda Gufelda (rozegranym również w Los Angeles) podzielił I m. (wspólnie z Warużanem Akobjanem i Meliksetem Chaczijanem), wypełniając pierwszą arcymistrzowską normę. W 2005 podzielił III m. w Berkeley (za Joshuą Friedelem i Jaanem Ehlvestem, wspólnie z Johnem Fedorowiczem), w 2006 podzielił II m. w Edmonton (za Peterem Vavrakiem, wspólnie z Dmitrijem Zilbersteinem) oraz zwyciężył (wspólnie z Lwem Milmanem) w Oakland (w turnieju tym wypełnił drugą normę na tytuł arcymistrza), natomiast w 2007 w zdobył trzecią normę arcymistrzowską w otwartym turnieju Foxwood Open w Mashantucket, zajął I m. w Chicago, podzielił II m. w Coamo (za Julio Becerrą Rivero, wspólnie z Jackiem Stopą) oraz zajął II m. w Edmonton (za Meliksetem Chaczijanem). W 2008 zwyciężył w Richardson, a w 2009 zajął I m. w Branchburgu oraz podzielił I m. w Indianapolis (turniej US Open, wspólnie z Alexem Lendermanem, Siergiejem Kudrinem, Aleksiejem Jermolinskim, Dmitrijem Gurewiczem i Jackiem Stopą).
Najwyższy ranking w dotychczasowej karierze osiągnął 1 września 2009, z wynikiem 2527 punktów zajmował wówczas 27. miejsce wśród amerykańskich szachistów.

## Publikacje
- Lisa: a chess novel, Zugzwang Press 2013, ISBN 978-0976848905